# Кумантарос, Николас
Николас Кумантарос (греч. Νικόλαος Κουμάνταρος; 1879 — ?) — греческий судовладелец, промышленник и политик. Дядя Джорджа Кумантароса и Ставроса Ниархоса, дед Джона и Николаса Негропонте.

## Биография
Николас Кумантарос родился в 1879 году в семье греческого судовладельца Ставроса Кумантароса, семья которого традиционно занималась предпринимательской деятельностью в области судоходства. В 1926 году был впервые избран депутатом в парламент Греции от Лаконии при поддержке Народной партии и был переизбран в 1932 году. На выборах 1933 года был избран депутатом парламента от Либеральной партии.
Николас Кумантарос был женат на Элени Фустану, с которой у них было двое детей: судовладелец Спирос Кумантарос и Екатерина Кумантару, жена Димитри Негропонте.